# Drimia guineensis
Drimia guineensis là một loài thực vật có hoa trong họ Măng tây. Loài này được (Speta) J.C.Manning & Goldblatt mô tả khoa học đầu tiên năm 2003.